# Dyer Island (Rhode Island)
Dyer Island ist eine kleine Insel in der Narragansett Bay im US-Bundesstaat Rhode Island.
Sie liegt einen Kilometer vor der Westküste der Insel Rhode Island und ist Teil des Ortes Melville, welcher zur Stadt Portsmouth gehört.
Dyer Island ist unbewohnt und hat eine Landfläche von etwa 12 Hektar. 1300 Meter westlich liegt Prudence Island.